# Mycale geojensis
Mycale geojensis är en svampdjursart som beskrevs av Thomas Robertson Sim och Lee 200. Mycale geojensis ingår i släktet Mycale och familjen Mycalidae.
Artens utbredningsområde är havet utanför Sydkorea. Inga underarter finns listade i Catalogue of Life.